# Amleto (film 1948)
Amleto (Hamlet) è un film del 1948 co-scritto, diretto, prodotto e interpretato da Laurence Olivier, tratto dall'omonima opera teatrale di William Shakespeare.

## Trama
Uno spettro condivide la visione da parte di più persone. Coloro che assistono allo spaventoso fenomeno sono le guardie di stanza sul terrapieno di un castello in Danimarca: Bernardo, Francesco, Orazio e Marcello. Lo spettro è il padre defunto di Amleto, di cui costoro sono fedeli amici. Lo informano per farlo poi partecipe della visione che si ripete. Il fantasma rivela ad Amleto che la sua non fu una morte dovuta al morso di un serpente come tutti credevano bensì un assassinio, e l'assassino è suo zio Claudio, sposo della vedova sua madre, la regina Gertrude, che ad appena un mese dalla morte del marito si era risposata con Claudio, il re di Danimarca. Il fantasma del padre chiede vendetta e Amleto la metterà in opera con spietatezza e abilità lasciando una scia di morte che investirà, oltre allo zio e alla madre, anche la sua innamorata Ofelia, che, impazzita per l'uccisione del padre Polonio, consigliere del re, si suicida gettandosi nel fiume. Amleto perisce poi in un duello con Laerte, fratello di Ofelia. Orazio rimane testimone della storia e il corpo del principe danese viene condotto dai suoi amici sul terrapieno più alto, e bruciato.

## Storia
Girato ad Elsinore, in Danimarca, si tratta del secondo adattamento cinematografico shakespeariano di Olivier, segue Enrico V (1944) e precede Riccardo III (1955).
Fedele nella trama al testo di Shakespeare, il film, grazie alla profondità di campo riesce a superare la staticità della pièce teatrale.
Per questo film, l'attore-regista Olivier vincerà l'Oscar di miglior attore: primo a vincere il premio in un film diretto da se stesso. Roberto Benigni nel 1999 sarà il secondo attore-regista a riuscire nell'impresa per La vita è bella.

## Distribuzione
Il film è uscito nel Regno Unito il 4 maggio 1948, mentre in Italia è uscito il 18 novembre dello stesso anno.

### Versione italiana

#### Doppiaggio
Il doppiaggio italiano del film fu eseguito a Roma dalla C.D.C. negli stabilimenti di Italia Acustica, sotto la direzione di Mario Almirante e su dialoghi di Gian Gaspare Napolitano.

## Critica
Georges Sadoul considera che i riconoscimenti avuti da questo film siano in fondo eccessivi, ma ci lascia questa interpretazione: «Ottimo esempio di cine-teatro, ai cui fini un regista-attore shakespeariano ha saputo servirsi delle possibilità della macchina da presa con molta vivacità. Si può discutere la visione di un Amleto psicanalitico, col suo complesso d'Edipo, ma il film è nondimeno riuscito».

## Curiosità
Eileen Herlie aveva interpretato Gertrude, la madre di Amleto mentre Laurence Olivier aveva interpretato Amleto ma nella vita vera Eileen Herlie era più piccola di Laurence Olivier di quasi 11 anni. Inoltre Eileen Herlie aveva solo 29 anni quando interpretò Gertrude mentre invece Laurence Olivier aveva 40 anni mentre interpretò Amleto.

## Premi e riconoscimenti
- 1949 - Premio Oscar
  - Miglior film a Laurence Olivier
  - Miglior attore protagonista a Laurence Olivier
  - Migliore scenografia a Roger K. Furse e Carmen Dillon
  - Migliori costumi a Roger K. Furse
  - Candidatura Migliore regia a Laurence Olivier
  - Candidatura Miglior attrice non protagonista Jean Simmons
  - Candidatura Miglior colonna sonora a William Walton
- 1949 - Golden Globe
  - Miglior film straniero
  - Miglior attore in un film drammatico a Laurence Olivier
- 1949 - Premio BAFTA
  - Miglior film
  - Candidatura Miglior film britannico
- 1948 - New York Film Critics Circle Award
  - Miglior attore protagonista a Laurence Olivier
  - Candidatura Miglior film
  - Candidatura Migliore regia a Laurence Olivier
- Festival di Venezia 1948
  - Gran Premio Internazionale di Venezia per il miglior film
  - Coppa Volpi per la migliore interpretazione femminile a Jean Simmons
  - Premio internazionale per la migliore fotografia a Desmond Dickinson
- 1949 - Bodil Award
  - Miglior film europeo a Laurence Olivier
- 1950 - Cinema Writers Circle Award
  - Miglior film straniero (Regno Unito)

Nel 1948 il National Board of Review of Motion Pictures l'ha inserito nella lista dei migliori dieci film dell'anno.
Nel 1999 il British Film Institute l'ha inserito al 69º posto della lista dei migliori cento film britannici del XX secolo.
L'opera ricevette un grande consenso da parte della critica, che la considera ancor oggi una delle migliori trasposizioni cinematografiche della tragedia del XVII secolo.